# Acanthurus maculiceps
Acanthurus maculiceps es una especie de pez marino de la familia de los peces cirujanos (Acanthuridae). Es una especie ampliamente distribuida en el océano Indo-Pacífico, y rara en la mayor parte de su área de distribución, aunque razonablemente común en algunas áreas como el mar de Bismarck en Papúa Nueva Guinea o  Raja Ampat en Indonesia.

## Descripción
Posee la morfología típica de su familia, cuerpo comprimido lateralmente y ovalado. La boca es pequeña, protráctil y situada en la parte inferior de la cabeza. El hocico es grande. Tiene 9 espinas y 24 a 26 radios blandos dorsales; 3 espinas y entre 23 y 24 radios blandos anales; 16 radios pectorales; 19 a 23 branquiespinas anteriores y 21 a 24 branquiespinas posteriores. Un ejemplar de 182 mm tiene 17 dientes en la mandíbula superior y 20 en la inferior, con 222 mm de largo tiene 18 en la superior y 20 en la inferior.
Como todos los peces cirujano, de ahí les viene el nombre común, tiene 2 espinas extraíbles en el pedúnculo caudal, que las usan para defenderse o dominar. 

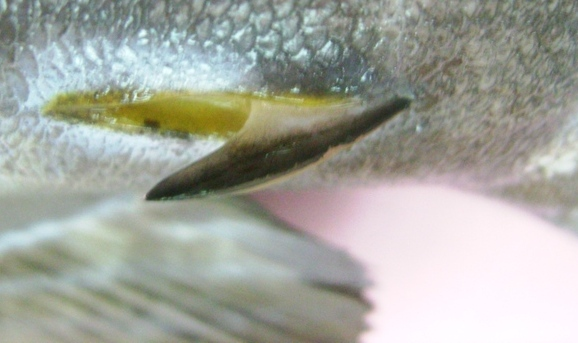
Espina del pedúnculo caudal
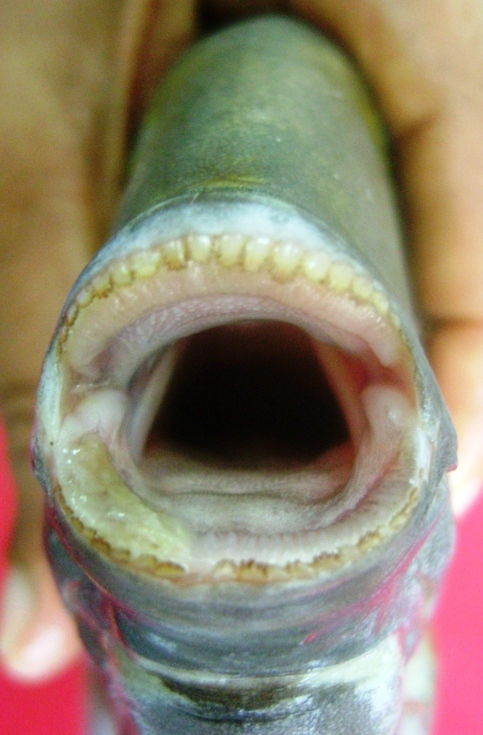
Detalle de dentadura herbívora de la especie emparentada Acanthurus xanthopterus

El color base del cuerpo es marrón-oliva , y recubierto por líneas irregulares horizontales más pálidas, difíciles de ver en algunos ejemplares. Lo más distintivo de su apariencia es el moteado, en blanco o amarillo claro, que abarca la cabeza. Tiene una pequeña banda oscura horizontal detrás del ojo, partiendo del opérculo branquial. La aleta dorsal tiene 9 líneas longitudinales más oscuras, y en su base, una línea de color marrón muy oscuro, que se ensancha hacia la parte posterior. La aleta pectoral tiene el tercio exterior de color amarillo. La aleta caudal tiene una franja blanca en la base. Los ejemplares adultos grandes desarrollan un perfil marcadamente convexo en la cabeza.
Alcanza los 40 cm de largo.

## Hábitat y distribución
Es una especie bentopelágica, que habita zonas de arrecifes exteriores. Ocurre solitario o en pequeños grupos. Los adultos forman "escuelas" normalmente para alimentarse de algas, con frecuencia mezclados con especies emparentadas.
Su rango de profundidad es entre 1 y 15 m. Su rango de temperatura es tropical, entre  24 y 28 °C.
Se distribuye por el océano Indo-Pacífico. Es especie nativa de Australia; isla Baker; Cocos; Comoros; Guam; isla Howland; Indonesia; Japón; Kiribati; Malasia; Maldivas; islas Marianas del Norte; Islas Marshall; Micronesia; Nauru; Isla Navidad; Niue; Palaos; Papúa Nueva Guinea; Samoa; Samoa Americana; Islas Salomón; Taiwán; Timor-Leste; Tokelau; Tuvalu y Wallis y Futuna.

## Alimentación
Se alimentan principalmente de algas. Está clasificado como herbívoro-detritívoro.

## Reproducción
No presentan dimorfismo sexual aparente, salvo en el cortejo, en el que los machos varían su coloración. Son ovíparos y de fertilización externa. No cuidan a sus crías.
Los huevos son pelágicos, de 1 mm de diámetro, y contienen una gotita de aceite para facilitar la flotación. En 24 horas, los huevos eclosionan larvas pelágicas translúcidas, llamadas Acronurus. Son plateadas, comprimidas lateralmente, con la cabeza en forma de triángulo, grandes ojos y prominentes aletas pectorales. Cuando se produce la metamorfosis del estado larval al juvenil, mutan su color plateado a la coloración juvenil, y las formas de su perfil se redondean.